# Néstor Ahuad
Néstor Enrique Rufino Ahuad (La Paz, Entre Ríos, 7 de abril de 1940-Ciudad de Buenos Aires, 1 de octubre de 2016) fue un médico y político argentino, perteneciente al Partido Justicialista, que ocupó el cargo de Gobernador de la provincia de La Pampa entre el 10 de diciembre de 1987 y el 10 de diciembre de 1991. Tras abandonar su cargo, se desempeñó como embajador argentino en Paraguay, designado por el presidente Carlos Menem. En 2003 fue Secretario de Provincias del Ministerio del Interior de la Nación, designado por el presidente Eduardo Duhalde.
Egresó como médico de la Universidad Nacional de La Plata en 1967. En las elecciones de 1987 se presentó a gobernador, acompañado por Edén Caballero como vicegobernador, triunfando con el 52,2 % de los votos.
Murió en la Ciudad de Buenos Aires a los 76 años.